# Rafael Mendoza (militar)
El general Rafael Mendoza fue un militar mexicano con idealismo villista que participó en la Revolución mexicana. Nació en Chihuahua. En 1910 se incorporó al movimiento maderista, al lado de Francisco Villa. Formó parte de su escolta de "Dorados". En 1917 fue capturado por las fuerzas del general Francisco Murguía, quien lo mandó colgar; sin embargo, para salvar su vida denunció el lugar donde se encontraba escondido el parque villista; por tal denuncia recibió un salvoconducto del gobierno carrancista para internarse a los Estados Unidos.